# Anastasios Papoulas
Anastasios Papoulas, görögül: Αναστάσιος Παπούλας (Meszolóngi, Görög Királyság, 1857. január 1.- Athén, Görög Királyság, 1935. április 24.) görög tábornok volt, aki leginkább az 1919-22-es görög-török háború kapcsán, görög főparancsnokként ismert. Eredetileg határozottan királypárti volt, 1922 után azonban a köztársasági venizelisták felé fordult, és 1935-ben kivégezték egy sikertelen köztársasági puccs támogatása miatt.

## Élete
Anastasios Papoulas 1857. január 1-jén született Meszolóngiban. 1878-ban vonult be a görög hadseregbe. 1897-ben harcolt az 1897-es görög-török háborúban, később Athén rendőrfőnöke volt. 1912-13-ban a balkáni háborúk idején a 10. gyalogezred parancsnoka volt. A balkáni háborúk idején a 10. gyalogezredet irányította.
A háborúk befejezése után hadosztály- és hadtestparancsnokságokra osztották be, de 1917-ben a nemzeti szakadás idején royalista szimpátiája miatt elbocsátották a hadseregből. 1920 novemberében, a királypárti Egyesült Ellenzék választási győzelmével visszahívták az aktív szolgálatba, és kinevezték az anatóliai görög erők (a Kis-ázsiai Hadsereg) főparancsnokává, a hadnagy helyére. 1917-ben a görög hadsereg főparancsnoka lett, és az Anatóliai Hadsereg főparancsnokává nevezték ki. Leonidas Paraskevopoulos tábornok helyett.  Ő irányította a kis-ázsiai hadsereget a török nacionalisták ellen az 1921 tavaszi sikertelen görög offenzívákban (első İnönü-i csata, második İnönü-i csata), az 1921-es nyári görög offenzívában (Kütahya-Eskişehir-i csata és a szakaryai csata), majd az ezt követő visszavonulásban a Kütahya-Eskişehir-i csatában elfoglalt vonalakra. A török nacionalisták ellen a görög hadsereg parancsnoka.
1922. május 19-én, mivel nem értett egyet a kormánnyal a háború további folytatásával kapcsolatban, elbocsátották és nyugdíjazták az aktív szolgálatból.
A háború 1922-es befejezését követően Papoulas a Második Görög Köztársaság megalakulása után a Venizélosz-kormány támogatójaként az 1920-as évek végén és az 1930-as évek elején a monarchia határozott ellenzője lett. Az 1935. márciusi Venizélosz-párti puccskísérlet egyik vezetőjeként kudarca miatt elfogták és végül 1935. április 24-én Athénban hazaárulásért kivégezték.

## Fordítás
- Ez a szócikk részben vagy egészben  az   Anastasios Papoulas című angol Wikipédia-szócikk ezen változatának fordításán alapul.  Az eredeti cikk szerkesztőit annak laptörténete sorolja fel. Ez a jelzés csupán a megfogalmazás eredetét és a szerzői jogokat jelzi, nem szolgál a cikkben szereplő információk forrásmegjelöléseként.